# Looks That Kill
«Looks that kill» es una canción de la banda de glam metal Mötley Crüe, en el álbum de 1983, Shout At The Devil.
Fue lanzada como sencillo y llegó al número #54 del Billboard Hot 100 en 1984.

## Video musical
"Looks That Kill" fue el primer sencillo del álbum Shout At The Devil y también supone el segundo vídeo musical para la banda, luego de su debut con "Live Wire" en 1981. 
Fue filmado en el escenario principal de sonido de A&M Récords. Presenta a Mötley Crüe en un entorno posapocalíptico donde atrapan a un grupo de mujeres en una jaula mientras interpretan la canción. En el medio del video, la reina guerrera (interpretada por la actriz Wendy Barry) parece liberar a las mujeres antes de confrontar a la banda. Sin embargo, ellos la siguen y la rodean, pero ella desaparece, dejando un pentagrama en llamas en el suelo.
El polémico video le garantizó cierta popularidad a Mötley Crüe en MTV,  algo que no logró con su trabajo anterior.

## Músicos
- Vince Neil - Voz
- Nikki Sixx - Bajo
- Mick Mars - Guitarra
- Tommy Lee - Batería

- Datos: Q592382